# متكاورة جامايكية
متكاورة جامايكية (الاسم العلمي:Sphaerophorus jamaicensis) هي نوع من الفطريات تتبع جنس المتكاورة من فصيلة المتكاورات.